# Dapchi
Dapchi est une ville de l'État de Yobe, au nord-est du Nigeria. Elle se trouve à 75 kilomètres au sud de la frontière avec le Niger.
Le 19 février 2018, 110 jeunes filles ont été enlevées dans le collège de Dapchi par des membres de Boko Haram.